# Distretto di Da'an (Taichung)
Il distretto di Da'an (大安區S, Dà'ān QūP) è un distretto della municipalità di Taichung, situata a Taiwan.